# Stigmella kimae
Stigmella kimae là một loài bướm đêm thuộc họ Nepticulidae. Nó được tìm thấy ở Belize.